# 一条橋停留場
一条橋停留場（いちじょうばしていりゅうじょう）は、高知県高知市大津にあるとさでん交通後免線の路面電車停留場。
隣の清和学園前停留場との間の距離は63メートル（84メートルとも）しかなく、これは日本一短い隣接駅間距離である。

## 歴史
一条橋停留場は1911年（明治44年）、とさでん交通の前身である土佐電気鉄道によって大津停留場（廃止、領石通停留場を参照）から後免中町通停留場までの区間が開通したのに合わせて開業した。1942年（昭和17年）には一度休止されるが、10年後に復活している。
その後、1985年（昭和60年）には当地に清和女子中学校・高等学校が高知市本宮町から移転、清和学園前停留場が新設された。この時、当停留場については地域住民の要望もあり存置されたため、結果として2つの停留場が非常に近接して並び立つことになった。

### 年表
- 1911年（明治44年）1月27日：土佐電気鉄道の停留場として開業[5][6]。
- 1942年（昭和17年）7月29日：休止[5][6]。
- 1952年（昭和27年）10月15日：再開[5][6]。
- 2014年（平成26年）10月1日：土佐電気鉄道が高知県交通・土佐電ドリームサービスと経営統合し、とさでん交通が発足[7]。とさでん交通の停留場となる。

## 停留場構造

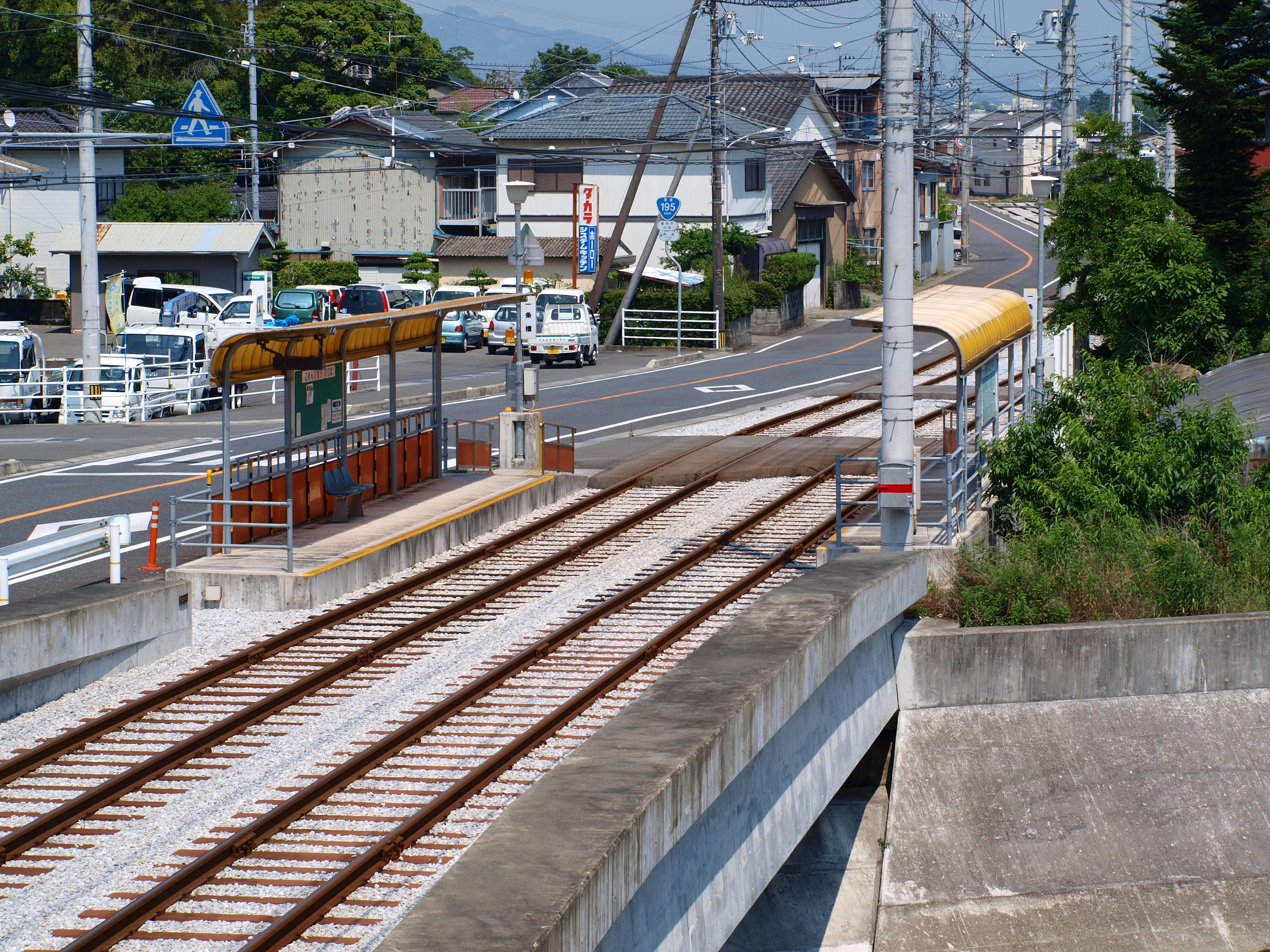
停留場全景

ホームは2面あり、東西方向に伸びる2本の線路を挟んで向かい合わせになっている（相対式ホーム）。線路の北側に後免町方面行き、南にはりまや橋方面行きのホームがある。
後免町寄りに渡り線があり、折り返しが可能。2017年現在定期ダイヤでは当停留場で折返す電車は設定されておらず、臨時ダイヤでの設定がある。その際は「一条橋」と書かれた方向板を掲示する。

## 停留場周辺
隣の清和学園前停留場との間には幅が狭いものの川が流れており、後免線は軌道専用の明見川橋梁にて渡る。63メートルしか離れていない清和学園前停留場の姿は、当停留場からでも目視ではっきり確認することができる。
停留場名の「一条橋」は、並走する国道195号に架かる橋。当地に築かれていた大津城城主の土佐一条氏に縁があり、橋の欄干には一条氏の家紋が入れられている。かつては明見川橋梁と一条橋が同じ高さで並立していたため、自動車が軌道に誤進入する事故もあったが、舟入川の河川改修により橋は架け替えられている。
北には四国旅客鉄道（JR四国）土讃線の土佐大津駅がある。

## 隣の停留場
とさでん交通
後免線
明見橋停留場 - 一条橋停留場 - 清和学園前停留場